# 1089 (tal)
1089 är det naturliga talet som följer 1088 och som följs av 1090.

## Inom matematiken
I basen 10 blir svaret på följande steg 1089.
1. Ta ett tresiffrigt tal där den första och sista siffran skiljer sig med minst 2.
2. Vänd talet och subtrahera det mindre talet från det större talet.
3. Addera differensen med omvänd differens.

Exempel:
```
732 − 237 = 495
495 + 594 = 1089

```

Multiplicera talet 1089 med heltalen 1 till 9 så blir det ett mönster: Produkten blir +1 på tusentalet och hundratalet och -1 på tiotalet och entalet för varje tal man multiplicerar 1089 med. Om man adderar de siffror produkten utgör, blir denna summa alltid 18 i tians tabell.
```
1 x 1089 = 1089
2 x 1089 = 2178
3 x 1089 = 3267
4 x 1089 = 4356
5 x 1089 = 5445
6 x 1089 = 6534
7 x 1089 = 7623
8 x 1089 = 8712
9 x 1089 = 9801

```

1089 är ett ojämnt tal. MLXXXIX är 1089 i romerska siffror.

## Inom vetenskapen
- 1089 Tama, en asteroid.